# Agouselianá (Réthymnon)
Agouselianá, en grec moderne : Αγκουσελιανά, est un village de montagne, du dème d'Ágios Vassílios, de l'ancienne municipalité de Foínikas, dans le district régional de Réthymnon, en Crète, en Grèce. Selon le recensement de 2001, la population d'Agouselianá compte 213 habitants. Le village est situé à une altitude de 350 m et à une distance de 24 km au sud-ouest de Réthymnon.

## Source de la traduction
- (el) Cet article est partiellement ou en totalité issu de l’article de Wikipédia en grec moderne intitulé « Αγκουσελιανά Ρεθύμνης » (voir la liste des auteurs).